# توسکای زرد
توسکای زرد (نام علمی: Turnera ulmifolia) نام یک گونه از تیره گل‌ساعتیان است. این گیاه بومی کشور مکزیک است و دارای خاصیت آنتی بیوتیکی می‌باشد.